# Шиманово (Смоленская область)
Шиманово — деревня в Вяземском районе Смоленской области России. Входит в состав Степаниковского сельского поселения. Население — 35 жителей (2007 год). 
Расположена в восточной части области в 12 км к юго-востоку от Вязьмы, в 14 км восточнее автодороги Р132 Вязьма — Калуга — Тула — Рязань. В 0,1 км южнее деревни расположена железнодорожная станция О.п. 18-й км на линии Вязьма — Калуга. 

## История
В годы Великой Отечественной войны деревня была оккупирована гитлеровскими войсками в октябре 1941 года, освобождена в марте 1943 года.